# USS LST-453
O USS LST-453 foi um navio de guerra norte-americano da classe LST que operou durante a Segunda Guerra Mundial.